# فرانسوا لوي جوزيف واتو
فرانسوا-لوي-جوزيف واتو François Louis Joseph Watteau (عـُرف كوالده بلقب «واتو ليل»؛ عاش 18 أغسطس 1758، ليل - 1 ديسمبر 1823، ليل) كان رساماً فرنسياً، نشط في مسقط رأسه. وهو ابن الرسام لوي جوزيف واتو (1731-1798) وحفيد نويل جوزيف واتو (1689-1756) - نويل كان شقيق جان-أنطوان واتو، رسام "fêtes galantes". ومن 1808 وحتى وفاته فقد كان نائب أمين متحف قصر الفنون الجميلة بليل، الذس كان أباه قد أسهم في تأسيسه.

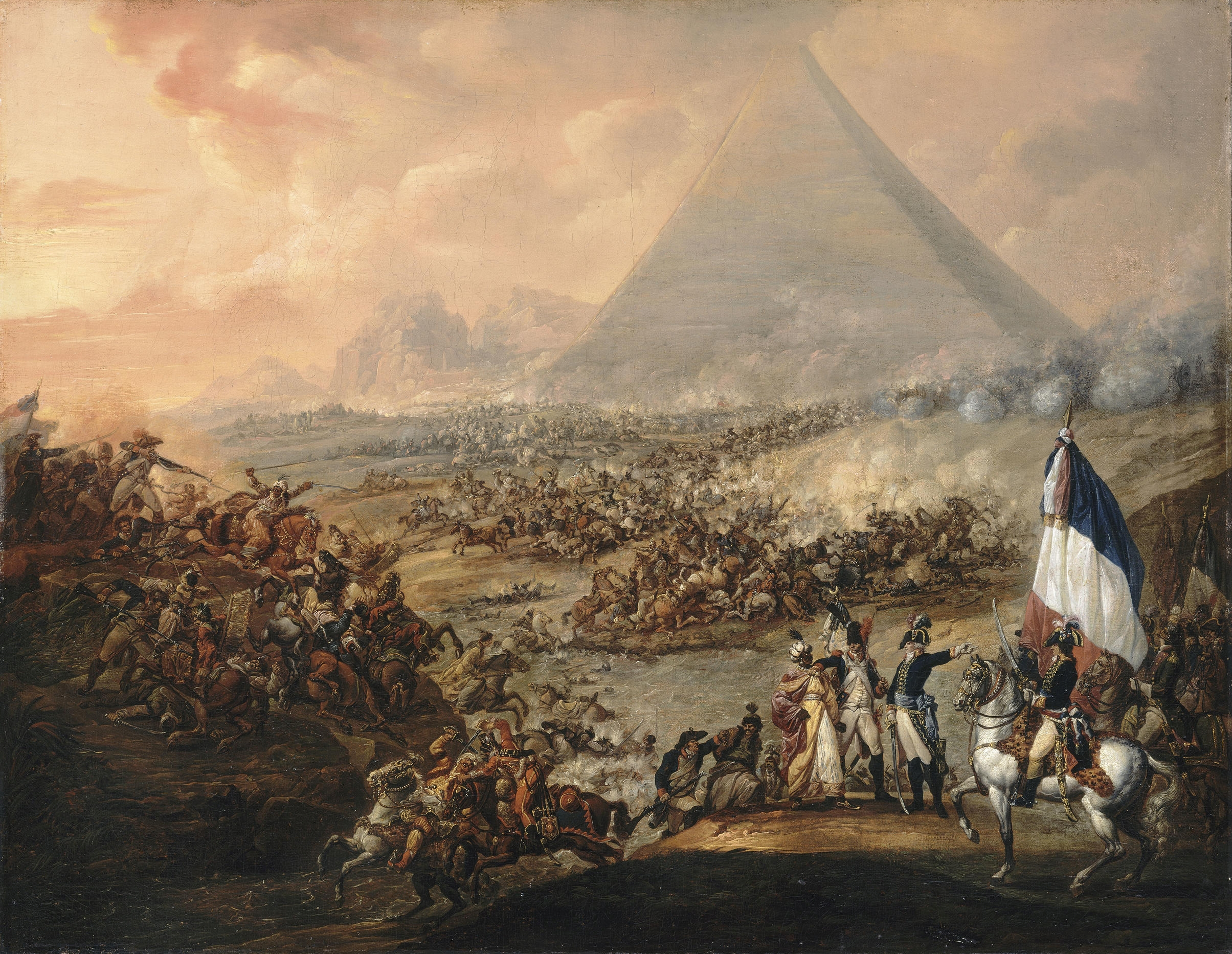
معركة الأهرامات

## أعماله
- The Procession in Lille in 1789, oil on canvas, Musée de l'Hospice Comtesse، ليل
- 1799, The siege of Beauvais in 1472, oil on canvas, Musée des Beaux-Arts، ڤالنسيان
- c. 1803, La Fête du Broquelet, oil on canvas, Musée de l'Hospice Comtesse، ليل

## وصلات خارجية
- François Watteau on Artcyclopedia